# 풀란 데비
풀란 데비(Phoolan Devi, 1963년 8월 10일 – 2001년 7월 25일)는 인도의 다코잇(산적)으로 정치가가 되어 암살될 때까지 국회의원을 지냈다. 우타르프라데시주의 한 마을에서 가난하게 자란 말라(Mallah) 하위 계층의 여성이었다. 가족은 토지 분쟁으로 인해 많은 문제를 겪은 편에 있었다. 열한 살에 결혼하고 여러 사람들에게 성폭행을 당한 후 그녀는 다코이츠 갱단에 합류했다. 그녀의 갱단은 상류층 마을을 약탈하고 기차와 차량을 장악했다. 그녀가 강간범을 처벌하고 당국의 체포를 피했을 때 그녀는 그녀를 로빈 후드 인물로 보는 다른 후진 계층의 영웅이 되었다. 풀란 데비는 1981년 베마이(Behmai) 학살 혐의로 궐석 기소되었으며, 이 사건에서 그녀의 명령에 따라 20명의 타쿠르 남성이 처형되었다. 이 사건 이후 우타르프라데시 주 총리는 사임했고 그녀를 체포하라는 요청이 증폭되었다. 그녀는 2년 후 신중하게 협상된 합의에 따라 항복했고 재판을 기다리며 11년을 괄리오르 감옥에서 보냈다.

## 추가 문헌
- Frain, Irène (1993). 《Devi》 (프랑스어). Paris: France loisirs. ISBN 978-2-7242-7375-5.
- Shears, Richard; Gidley, Isobelle (1984). 《Devi: The Bandit Queen》 (영어). London: Allen & Unwin. ISBN 978-0-04-920097-5.